# Dexter Dennis
Dexter Dennis (ur. 9 lutego 1999 w Baker) – amerykański koszykarz występujący na pozycji rzucającego obrońcy, od 2023 zawodnik Texas Legends.
W 2023 reprezentował Orlando Magic podczas rozgrywek letniej ligi NBA w Las Vegas.
28 grudnia 2023 został zwolniony przez Dallas Mavericks. Dwa dni później dołączył do Texas Legends.

## Osiągnięcia
Stan na 12 stycznia 2024, na podstawie, o ile nie zaznaczono inaczej.

### NCAA
- Uczestnik rozgrywek turnieju NCAA (2021, 2023)
- Mistrz sezonu regularnego konferencji American Athletic – (AAC 2021)
- Obrońca roku:
  - konferencji AAC (2022)
  - klubu Wichita State Shockers – Shocker Radio Defensive Player of the Year (2019, 2021, 2022)
- Debiutant roku Wichita State University – WSU Athletics Rookie of the Year (2019)
- Zaliczony do I składu:
  - najlepszych pierwszorocznych zawodników AAC (2019)
  - AAC All-Academic (2019)
- Najlepszy:
  - koszykarz tygodnia konferencji AAC (8.03.2021)
  - pierwszoroczny koszykarz tygodnia  konferencji AAC (25.02.2019)